# Fàbrica Huracan Motors
La fàbrica Huracan Motors és un edifici industrial situat al carrer dels Almogàvers, 122-124 del Poblenou de Barcelona, catalogat com a bé amb elements d'interès (categoria C). El 1986, s'hi va instal·lar la sala Zeleste, i des del 2000, la seva successora, Razzmatazz.

## Història
L'empresa Huracan Motors va ser fundada el 1956 per Josep Maria Duran i Balet, net del mestre d'obres Domènec Balet i Nadal, amb un capital de 1'5 milions de pessetes. Instal·lada al començament en un local del Poblenou, l'octubre o novembre del 1958 es va traslladar a unes naus de nova construcció al carrer dels Almogàvers, projectades el 1957 per l'arquitecte Llorenç García-Barbón per encàrrec del gerent Ramon Torra i Margenat.

## Descripció
Del recinte original s'ha conservat el cos principal del carrer dels Almogàvers, de planta baixa i dos pisos, mentre que la nau amb coberta en dents de serra del pati d'illa ha estat molt modificada.
Destaca la façana de composició molt abstracta, basada en una retícula de formigó i vidre als pisos, amb una franja horitzontal opaca amb el nom de l'empresa al mig, mentre que la planta baixa està reculada per tal de deixar l'estructura de pilars metàl·lics a la vista.